# لوئیس گرینبرگ
لوئیس گرینبرگ (فرانسوی: Louise Grinberg‎؛ زادهٔ ۱۹۹۳) هنرپیشه اهل فرانسه است.
از فیلم‌ها یا برنامه‌های تلویزیونی که وی در آنها نقش داشته‌است می‌توان به کلاس، تنفس و دعا کنندگان اشاره کرد.